# Селіванов Іван Павлович
Іва́н Па́влович Селіва́нов (рос. Иван Павлович Селиванов; 7 червня 1903 — 2 жовтня 1984) — радянський воєначальник, генерал-майор авіації. Герой Радянського Союзу (1939).

## Життєпис
Народився в селі Покровське, нині Рузький міський округ Московської області. Росіянин. З 1915 року працював у сільському господарстві, у 1919 році закінчив 3 класи початкової школи.
У лавах РСЧА з вересня 1924 року. У 1928 році закінчив Московську військово-інженерну школу. До травня 1930 року був командиром саперного взводу в Орлі.
Протягом травня — серпня 1930 року — стажер-летнаб у 10-му авіаційному загоні (м. Орел). У 1931 році закінчив Оренбурзьку військову авіаційну школу льотчиків-спостерігачів, був залишений при школі інструктором. З жовтня 1932 року — інструктор з озброєння Монінських курсів важкої авіації, з травня 1933 по вересень 1934 року — інструктор Єйських штурманських курсів. У червні 1935 року закінчив Курси штурманів при Єйській військовій авіаційній школі морських льотчиків. Служив штурманом ескадрильї в Моніно і Калініні.
З 12 травня по 1 вересня 1938 року брав участь у бойових діях у Китаї. Як штурман авіаційної ескадрильї здійснив 22 бойових вильоти на бомбардувальнику СБ.
З лютого 1939 року — штурман важкої бомбардувальної авіаційної бригади у складі 1-ї авіаційної армії особливого призначення.
У липні 1939 року очолював групу інженерів і спеціалістів Науково-випробувального інституту ВПС для надання допомоги у перелетах за маршрутом Хабаровськ — Камчатка — Сахалін.
Учасник радянсько-фінської війни 1939—1940 років. На посаді штурмана 13-ї важкої бомбардувальної бригади здійснив 12 бойових вильотів на бомбардувальнику ДБ-3.
У 1940—1941 — штурман-інспектор Інспекції ВПС Червоної армії.
Учасник німецько-радянської війни: у вересні — грудні 1941 року — головний штурман ВПС 52-ї армії Північно-Західного фронту; у грудні 1941 — червні 1942 року — інспектор Інспекції ВПС Червоної армії; у липні 1942 — травні 1945 року — головний штурман 8-ї повітряної армії на Південно-Західному, Сталінградському, Південному та 4-му Українському фронтах. Всього за роки війни особисто здійснив 16 бойових вильотів на літаках Пе-2, А-20G і По-2. У 1942 році був поранений.
Після завершення війни — головний штурман 1-ї повітряної армії в Білоруському військовому окрузі. Згодом служив у Головній інспекції ЗС СРСР: у 1946—1947 роках — заступник генерал-інспектора ПДВ СРСР, у 1947—1949 роках — старший інспектор бомбардувальної авіації сухопутних військ. З 1949 по 1954 роки — головний штурман винищувальної авіації ППО.
У серпні 1954 року генерал-майор авіації І. П. Селіванов вийшов у запас. Мешкав у Москві, де й помер. Похований на Кунцевському кладовищі (ділянка 9-2).

## Нагороди
Указом Президії Верховної Ради СРСР від 22 лютого 1939 року «за зразкове виконання завдань уряду по зміцненню оборонної моці Радянського Союзу та виявлений при цьому героїзм» капітану Селіванову Івану Павловичу присвоєне звання Героя Радянського Союзу з врученням ордена Леніна. Після введення особливого знаку відзнаки — медалі «Золота Зірка» отримав нагороду за № 124.
Нагороджений двома орденами Леніна (22.02.1939, 15.11.1950), чотирма орденами Червоного Прапора (3.02.1943, 17.05.1944, 3.11.1944, 5.11.1954), орденами Вітчизняної війни 1-го ступеня (30.09.1943), Червоної Зірки (15.01.1940) і медалями.